# صوفیان (سرچهان)
صوفیان، روستایی در دهستان سرچهان بخش مرکزی شهرستان سرچهان در استان فارس ایران است.
این روستا در فاصلهٔ ۲۰ کیلومتری از شهر کره‌ای (مرکز شهرستان) قرار دارد.

## جمعیت
بر پایه سرشماری عمومی نفوس و مسکن در سال ۱۳۹۵، جمعیت این روستا برابر با ۱۹۲ نفر (۶۱ خانوار) بوده‌است.